# Bobsleje na Zimowych Igrzyskach Olimpijskich 2018
Bobsleje na Zimowych Igrzyskach Olimpijskich 2018 – jedna z dyscyplin rozgrywanych podczas igrzysk w dniach 18–25 lutego 2018 w Daegwallyeong-myeon. Zawody odbędą się w trzech konkurencjach: dwójek i czwórek mężczyzn oraz dwójek kobiet.

## Kwalifikacje
W zawodach weźmie udział maksymalnie 270 zawodników (130 mężczyzn i 40 kobiet). Kwalifikacje opierają się na światowym rankingu z dnia 14 stycznia 2018 roku. Aby wystąpić na igrzyskach, olimpijczycy muszą wziąć udział w pięciu różnych zawodach na trzech trasach podczas sezonu 2016/2017 lub 2017/2018. Mężczyźni muszą także być w czołowej 50 rankingu, natomiast kobiety – w najlepszej 40. W konkurencjach mężczyzn weźmie udział po 30 załóg (co najwyżej 3 komitety olimpijskie mogą wystawić po trzy załogi, 6 komitetów dwie załogi, a pozostałe komitety po jednej). W kobiecej konkurencji do obsadzenia jest 20 miejsc (co najwyżej 2 komitety olimpijskie mogą wystawić trzy załogi, 4 komitety dwie, a pozostałe komitety po jednej).

## Terminarz
Oficjalny terminarz igrzysk.
| Data      | Godzina                         | Konkurencja                    |
| --------- | ------------------------------- | ------------------------------ |
| 18 lutego | 20:05 (UTC+09:00) / 12:05 (CET) | 1. i 2. ślizg dwójek mężczyzn  |
| 19 lutego | 20:15 (UTC+09:00) / 12:15 (CET) | 3. i 4. ślizg dwójek mężczyzn  |
| 20 lutego | 20:50 (UTC+09:00) / 12:50 (CET) | 1. i 2. ślizg dwójek kobiet    |
| 21 lutego | 20:40 (UTC+09:00) / 12:40 (CET) | 3. i 4. ślizg dwójek kobiet    |
| 24 lutego | 9:30 (UTC+09:00) / 1:30 (CET)   | 1. i 2. ślizg czwórek mężczyzn |
| 25 lutego | 9:30 (UTC+09:00) / 1:30 (CET)   | 3. i 4. ślizg czwórek mężczyzn |

## Medaliści
| Konkurencja      | Złoto                                                                            | Czas    | Srebro | Czas    | Brąz                                     | Czas    |
| Dwójki kobiet    | Niemcy Mariama Jamanka Lisa Buckwitz                                             | 3:22,45 | Stany Zjednoczone Elana Meyers-Taylor Lauren Gibbs                                                                                   | 3:22,52 | Kanada Kaillie Humphries Phylicia George | 3:22,89 |
| Dwójki mężczyzn  | Kanada Justin Kripps Alexander Kopacz Niemcy Francesco Friedrich Thorsten Margis | 3:16,86 | |         | Łotwa Oskars Melbārdis Jānis Strenga     | 3:16,91 |
| Czwórki mężczyzn | Niemcy Francesco Friedrich Candy Bauer Martin Grothkopp Thorsten Margis          | 3:15,85 | Niemcy Nico Walther Kevin Kuske Alexander Rödiger Eric Franke Korea Południowa Won Yun-jong Jun Jung-lin Seo Young-woo Kim Dong-hyun | 3:16,38 |                                          |         |

## Doping
24 lutego 2018 Rosjanka Nadieżda Siergiejewa, która w rywalizacji dwójek kobiecych zajęła 12. miejsce w parze z Anastasiją Koczerżową, została uznana winną naruszenia przepisów antydopingowych, a jej wynik został anulowany.